# Medalla Castelao
La Medalla Castelao es una condecoración de carácter civil otorgada por la Junta de Galicia, el Gobierno autonómico de Galicia (España). Distingue la obra artística, literaria, intelectual o de cualquier otro tipo de una personalidad gallega distinguida.
Fue creada en 1984 con motivo del retorno a Galicia de los restos de Castelao el 28 de junio de ese año. Según el Decreto de creación de la Medalla:

(...) la perfección, el simbolismo o la trascendencia de las obras es el reflejo de un trabajo conscientemente realizado con entrega y con fe en la cultura, en la historia y en el ser de un pueblo.

La insignia de la Medalla Castelao tiene unas dimensiones de 50 milímetros en su eje mayor y 36 en el menor. En su anverso, reproduce la cruz aspada que diseñó Castelao para ilustrar su libro As cruces de piedra en la Galiza, que recoge un estudio detallado en el que se describe la historia, significado y tipología de los cruceros gallegos. La cruz se encuentra situada sobre un fondo de color azul con la forma de tres cuartas partes de una circunferencia y acompañado de la leyenda Deus fratesque Gallaeciae, que en latín significa Dios y los hermanos gallegos. En el reverso se muestra, grabado, el nombre de la persona distinguida y la fecha de concesión. La medalla va sujeta mediante un cordón doble, trenzado, blanco y azul que son los colores de la bandera de Galicia.

## Galardonados
| Año      | Galardonados |
| -------- | --- |
| 1984     | Ricardo Carvalho Calero Xosé Filgueira Valverde Ánxel Fole Antón Fraguas Emilio González López Xaquín Lorenzo Ramón Martínez López Isidro Parga Pondal Valentín Paz Andrade                                                       |
| 1985     | Xesús Canabal Xosé Fernández López Francisco Fernández del Riego Xaime Seixas Ramón Piñeiro |
| 1986     | Ben Cho Shey Xoán Rof Carballo Enrique Vidal Abascal Euloxio Gómez Franqueira Ramiro Isla Couto |
| 1987     | Manuel Beiras Xaime Isla Couto Ramón García Briones Manuel Meilán Martínez Maruxa Méndez Xulio Prieto Nespereira |
| 1988     | Miguel Anxo Araúxo Iglesias Xosé Neira Vilas Giuseppe Tavani Gonzalo Torrente Ballester María Casares Camilo José Cela Rafael Martínez Cortiña                                                                                    |
| 1989     | María del Carmen Arias Díaz de Rábago Basilio Losada Laxeiro Luis Suárez Fernando Rey Bibiano Fernández Osorio-Tafall |
| 1990     | Elena Quiroga Alejandro de la Sota Martínez Luís Moure Mariño Felipe Fernández Armesto José Luis Puente Domínguez José María Acuña López Manuel Torres Martínez                                                                   |
| 1991     | Manuel Cordo Boullosa Xosé Ramón Barreiro Real Academia Galega de Xurisprudencia e Lexislación Xosé López Calo Maruxa Villanueva Ignacio Ribas Marqués                                                                            |
| 1992     | Mario Vázquez Raña Jorge Castillo Antonio Couceiro Tovar Amancio Ortega José Antonio García Caridad Alejandro Outeiriño Nélida Piñón José Regojo Eduardo Sánchez Millares                                                         |
| 1993     | Benigno Moure Leopoldo Nóvoa José Ángel Valente Amado Ricón Paolo Caucci von Saucken Antonio Iglesias Álvarez José Peña Guitián Ramón Vázquez Molezún                                                                             |
| 1994     | Xesús Ferro Ruibal Andrés Fernández-Albalat Lois Ricardo Pérez Rosón Benito Varela Jácome Xosé Trapero Pardo Marisol Bueno Hipólito de Sá Bravo Ángel Rodríguez González                                                          |
| 1995[1]  | Amancio Prada Luz Pozo Garza Pura Vázquez Roberto Verino José Díaz Jácome Gonzalo Fernández Martínez Eduardo García-Rodeja Fernández Francisco Gómez Xosé Gómez Posada-Curros Rogelio Groba Xosé Sesto López Francisco Leal Ínsua |
| 1996[2]  | Dieter Kremer Manuel Gallego Jorreto Borobó Francisco Río Barja Manuel Sánchez Salorio Pilar Vázquez Cuesta Ramón Varela Núñez Xohana Torres Antonio Meijide Pardo Antonio Pernas Manuel Gómez Álvarez                            |
| 1997[3]  | María Victoria Fernández-España Ramón Berguer Florentino Cacheda Juan Ramón Díaz-Jácome Casimiro Durán María Victoria de la Fuente Gregorio Varela Rita Regojo Manuel Remuñán José Antonio Lois Estévez Segundo Hevia             |
| 1998[4]  | José Luis Barros Malvar Luís Caruncho Dionisio Gamallo Fierros Marina Mayoral John Rutherford Julián Trincado José Ignacio Poch Gutiérrez de Caviedes Juan Manuel Pérez López                                                     |
| 1999[5]  | Manuel María Carreira Vérez Xosé Manuel Castelao Bragaña Kina Fernández Carlos García Bayón Xosé Ramón Vázquez Sandes Luis Gras Tous Avelino García Melle Xosé Luís Méndez Rafael Taboada Vázquez Emilio Barcia García-Villamil   |
| 2000     | Carlos Baliñas Francisco Leiro Chus Lago Álvaro Campos Fernando Caldeiro Caínzos Alfonso Zulueta de Haz Elixio Rivas Quintas Xoán Ramón Quintás José Carlos Martínez Pérez Mendaña                                                |
| 2001[6]  | Javier Riera Amancio Amaro Antonio Pol González Carlos Otero Díaz Ramón Gómez Crespo Arturo López Domínguez Juan José Oliveira Viéitez Fernando Ónega Hipólito Rey Sánchez                                                        |
| 2002[7]  | Juan José Barcia Goyanes Adolfo Domínguez Julio Fernández Rodríguez Blanca Jiménez Alonso María do Carmo Kruckenberg Constantino García Xulio Fernández Gayoso Feliciano Barrera                                                  |
| 2003[8]  | Pedro Campos Calvo-Sotelo Fina Casalderrey Gonzalo Rodríguez Mourullo Manuel Mallo Elena Arregui Concepción Teijeiro Revilla Andrés Quintá Cortiñas Natalia Lamas Vázquez Antonio Eiras Roel                                      |
| 2004[9]  | Milladoiro Rosalía Mera Arquivo da Emigración Galega María Dolores Daparte Souto Blanca García Montenegro Xosé González Martínez Manuel Lucas Álvarez Xaime Quessada Juan Vieites Baptista de Sousa Rosa Puente Foglia            |
| 2005[10] | María Xosé Cimadevila Luís González Tosar Manuel Jove José Luis Outeiriño Milagros Rey Hombre Darío Villanueva Natasha Vázquez Ruíz Rigoberto Senarega Ernesto Daranas Serrano                                                    |
| 2006[11] | Avelino Pousa Antelo Olga Gallego Ángel Carracedo |
| 2007[12] | Fundación Érguete A Nosa Terra Proxecto Galicia |
| 2008[13] | Maximino Zumalave María Inmaculada Paz Andrade Xosé Lois González Vázquez, "O Carrabouxo" |
| 2009[14] | Marcos Valcárcel Tarsy Carballas Fernando Diz-Lois Luciano García Alén Fernando Pérez-Barreiro Nolla |
| 2010[15] | Antón Lamazares César Antonio Molina Luz Casal Rosalina Celada Prudencia Santasmarinas |
| 2011[16] | Roberto Tojeiro Rodríguez Modesto Seara Luís Espada Recarey María del Carmen Porto Antonio Fernández de Buján |
| 2012[17] | Míchel Salgado Arsenio Iglesias Manuela López Besteiro Federico Martinón Sánchez Román García Varela |
| 2013[18] | Úrsula Heinze Coral de Ruada Hilda Rodríguez Hijos de Rivera Carlos Núñez The Chieftains |
| 2014[19] | Carmen Fraga Estévez Gaitas Seivane Pilar Iglesias Osorio Juan Carlos Estévez Fernández-Novoa Francisco Javier Pitillas Torras |
| 2015[20] | Verónica Boquete Giadáns José Domingo Castaño Solar Carlos Fernández-Nóvoa Rede Galega contra a Trata Vaca Films |
| 2016[21] | Alfredo Conde Cid Xerardo Estévez Fernández María Teresa Miras Portugal Xosé Antonio Vilaboa Coro Cántigas da Terra |
| 2017[21] | Xosé Ramón Gayoso Xusto Beramendi Cristina Pato Centro Oceanográfico de Vigo Grupo Nove |
| 2018[22] | Isabel Aguirre de Urcola María José Alonso Fernández Jesús Domínguez Fernández Xesús Mato Mato Carteros Rurales de Galicia |
| 2019[23] | María G. Crespo Leiro Jeanne Picard Mahaut Teresa Portela Rivas Benedicta Sánchez Vila Redeiras de Galicia |
| 2020[24] | Pilar García-Cernuda Lago Ana Peleteiro Brión Xosé Manuel Piñeiro Borrajo A Roda Asociacións de Amigos do Camiño de Santiago |